# Martyn Poliakoff
Sir Martyn Poliakoff CBE FRS FRSC (n. 16 decembrie 1947) este un chimist britanic, care se ocupă cu obținerea de perspective fundamentale în chimie, și cu dezvoltarea proceselor tehnologice care pot fi acceptate ecologic. Temele de bază ale sale sunt fluidele supercritice, spectroscopia în infraroșu și laserele. În prezente, este profesor de cercetare în chimie la Universitatea din Nottingham. 
De asemenea, este un chimist cunoscut în mediul online, și predă cursuri și în domeniul chimiei verzi. Astfel, este cunoscut pentru rolul său principal în proiectul de pe Youtube denumit The Periodic Table of Videos („Tabelul Periodic al Videoclipurilor”), la care colaborează cu youtuber-ul Brady Haran.

## Biografie
Poliakoff a fost născut de o mamă englezoaică, Ina (născută Montagu), și vorbitoare de limbă rusă, iar tatăl său era Alexandru Poliakoff, amândoi fiind evrei. 